# Мост Айос-Иоаннис
Мост Айос-Иоаннис (он же мост Айос-Геогрикос или просто циклопический мост греч. Κυκλώπεια γέφυρα) — древний каменный мост, построенный во времена микенской цивилизации. Назван мост в честь одноимённых церквей, расположенных поблизости от моста. Сам мост пересекает речку Хавос (греч. Xάβος). Построен в XIII в. до н. э. в технике циклопической кладки.

## Расположение
Мост располагается в километре к югу от древних Микен и в 400 метрах на восток от современной деревни Микинес (греч. Μυκήνες). Церковь Айос-Иоаннис находится от моста на востоке в 70 метрах, а церковь Айос-Геогрикос с кладбищем расположена на севере от моста.

## Размеры
Руины моста расположены на левом берегу реки. Сам мост проходит перпендикулярно руслу реки Хавос, ширина русла в этом месте составляет около 40 метров. Это означает, что длина моста была примерно такой же. Из этого следует, что этот мост может быть самый длинный из всех известных микенских мостов. Отсюда напрашивается мысль о количестве пролётов моста. Пространство водотока у устоя моста выравнено. Уклон русла реки гораздо круче чем у моста, это говорит об обработке этого места.
Ширина моста составляет около 5 метров. По бокам дорожного полотна моста могли быть каменные бордюры шириной 0,6 метров, принимая это во внимание, можно вычислить минимальную ширину самого дорожного полотна. Она равна 3,8 метров. Если соотносить полученную ширину с шириной колесницы из гробницы Тутанхамона шириной 1,03 метров, то получается что этот мост мог пропустить две колесницы одновременно.

## Особенности
С точки зрения метода кладки этот мост уникален тем, что циклопическая кладка представляет собой чередование слоёв необработанных валунов и плоских каменных плит. Такая кладка более совершенна по сравнению с прочими кладками микенских мостов. Такой тип кладки не встречается больше нигде.

## Значение
Данный мост являлся частью дороги М4 (см. карту ниже), которая начиналась у Львиных ворот, в Микенах и соединяла сами Микены с прибрежной крепостью Тиринф. Дорога проходила от Микен строго на юг, вдоль русла реки Хавос до данного моста. Возле самого моста были найдены остатки Агамемнонейона. После моста дорога шла на юго-восток мимо толоса в поселении Просимна. Далее дорога шла к храму Геры, Герейону. Оттуда дорога вела прямо к Тиринфу через всю Аргосскую долину. Сама дорога имела важнейшее значение так, как связывала Микены с Тиринфом, который был одновременно и крепостью, доминирующей над восточной частью Аргосской долины, и портом, через который реализовывались товары из Микен и принимались товары из заграницы. Мост также позволял на данном участке перевозить товары и материалы на повозках и своевременно перебрасывать войска.

## Галерея
- Карта дорожной сети в Арголиде, на Пелопоннесе
- Кладка моста